# Phia Saban
Sophia Alison M. Boreham Saban (Londres, 19 de septiembre de 1998), más conocida como Phia Saban, es una actriz británica. Es reconocida por sus papeles en la quinta temporada del drama medieval de Netflix The Last Kingdom (2022) y la serie de fantasía de HBO La casa del dragón (2022-2024).

## Biografía
Phia Saban nació en 1998 en Hackney, uno de los municipios en los que se divide el Gran Londres, situado al nordeste de Londres. Hija del también actor Mark Saban y Penelope «Penny» Boreham. La familia se mudó a Oxford cuando ella tenía cinco o seis años, allí ella y su hermano menor Gabriel asistieron al d'Overbroeck's College. Después pasó a formarse en la Escuela de Guildhall de Música y Drama (GSMD) en Londres donde se graduó en 2020.
Hizo su debut televisivo cuando se unió al elenco principal de la serie dramática medieval de Netflix The Last Kingdom (basada en las novelas The Saxon Stories de Bernard Cornwell) donde interpretó el personaje de la reina de Mercia, Elfwynn, para su quinta y última temporada, que se estrenó en 2022.
Más tarde ese mismo año, Saban comenzó a interpretar a la princesa (más tarde reina) Helaena Targaryen en la primera temporada de la serie de fantasía de HBO La casa del dragón, una precuela de la exitosa serie Juego de Tronos, una adaptación de la novela Fuego y sangre de George R. R. Martin. Su actuación recibió elogios de otros miembros del elenco. Posteriormente se confirmó que aparecería en el elenco de la segunda temporada de la serie que se estrenó el 16 de junio de 2024.

## Filmografía
| Año            | Título             | Papel             | Notas                                       | Ref.   |
| -------------- | ------------------ | ----------------- | ------------------------------------------- | ------ |
| 2020           | Christabel         | Bella             | Drama en la BBC Radio 3                     | [ 15 ] |
| 2022           | The Last Kingdom   | Ælfwynn           | Papel principal (temporada 5); 10 episodios | [ 8 ]  |
| 2022-presente  | La casa del dragón | Helaena Targaryen | Papel principal; 8 episodios                | [ 14 ] |
| 2025           | Sparks             | Ruth              | Cortometraje                                |        |
| (Fuente: IMDb) |                    |                   |                                             |        |

## Teatro
| Año                 | Título                | Papel                                           | Compañía                            | Director(a)      |
| ------------------- | --------------------- | ----------------------------------------------- | ----------------------------------- | ---------------- |
| 2019                | Cock                  | W                                               | Guildhall School of Music and Drama | Wyn Jones        |
| 2019                | Las troyanas          | Casandra                                        | Guildhall School of Music and Drama | Patsy Rodenburg  |
| 2019                | Otelo                 | Yago                                            | Guildhall School of Music and Drama | Ashley Zhanghaza |
| 2019                | The Wheel             | La chica                                        | Guildhall School of Music and Drama | Caroline Byrne   |
| 2020                | Earthquakes in London | Carter/ Danielle/ oso polar/ oficial de policía | Guildhall School of Music and Drama | Abigail Graham   |
| 2020                | Antígona              | Antígona                                        | Guildhall School of Music and Drama | Orla O'Loughlin  |
| 2024                | Edipo                 | Antígona                                        | Teatro Wyndham                      | Robert Icke      |
| (Fuente: Spotlight) |                       |                                                 |                                     |                  |